# Liste des édifices religieux de Paris protégés aux monuments historiques
Cet article recense les édifices religieux de Paris protégés aux monuments historiques.

## Méthodologie
La liste prend en compte les édifices religieux situés à Paris et inscrits au titre des monuments historiques.

## Liste

### Anglicanisme
- 8e arrondissement :
  - Cathédrale américaine de Paris[1]

### Catholicisme

#### Églises
- 1er arrondissement :
  - Église Notre-Dame-de-l'Assomption[2]
  - Église Saint-Eustache[3]
  - Église Saint-Germain-l'Auxerrois[4]
  - Église Saint-Leu-Saint-Gilles[5]
  - Église Saint-Roch[6]

- 2e arrondissement :
  - Basilique Notre-Dame-des-Victoires[7]
  - Église Notre-Dame-de-Bonne-Nouvelle[8]

- 3e arrondissement :
  - Église Sainte-Élisabeth-de-Hongrie[9]
  - Église Saint-Nicolas-des-Champs[10]

- 4e arrondissement :
  - Cathédrale Notre-Dame de Paris[11]
  - Église Saint-Gervais-Saint-Protais[12]
  - Église Saint-Louis-en-l'Île[13]
  - Église Saint-Merri[14]
  - Église Saint-Paul-Saint-Louis[15]
  - Tour Saint-Jacques (reste de l'ancienne église Saint-Jacques-la-Boucherie)[16]

- 5e arrondissement :
  - Ancienne église Saint-Blaise, actuel restaurant[17]
  - Ancienne église Sainte-Geneviève, actuel Panthéon[18]
  - Église Saint-Étienne-du-Mont[19]
  - Église Saint-Jacques-du-Haut-Pas[20]
  - Église Saint-Julien-le-Pauvre[21]
  - Église Saint-Médard[22]
  - Église Saint-Nicolas-du-Chardonnet[23]
  - Église Saint-Séverin[24]

- 6e arrondissement :
  - Église Saint-Germain-des-Prés[25]
  - Église Saint-Sulpice[26]

- 7e arrondissement :
  - Église Saint-Pierre-du-Gros-Caillou[27]

- 8e arrondissement :
  - Église de la Madeleine[28]
  - Église Saint-Augustin[29]
  - Église Saint-Philippe-du-Roule[30]

- 9e arrondissement :
  - Église Notre-Dame-de-Lorette[31]
  - Église Saint-Eugène-Sainte-Cécile[32]
  - Église de la Sainte-Trinité[33]

- 10e arrondissement :
  - Église Saint-Laurent[34]
  - Église Saint-Vincent-de-Paul[35]

- 11e arrondissement :
  - Église Saint-Ambroise[36]
  - Église Sainte-Marguerite[37]

- 12e arrondissement :
  - Église du Saint-Esprit[38]
  - Église Notre-Dame-de-la-Nativité de Bercy[39]

- 14e arrondissement :
  - Église Notre-Dame-du-Travail[40]
  - Église Saint-Pierre-de-Montrouge[41]

- 15e arrondissement :
  - Église Saint-Christophe-de-Javel[42]

- 17e arrondissement :
  - Église Notre-Dame-de-Compassion[43]
  - Église Sainte-Marie des Batignolles[44]
  - Église Sainte-Odile[45]

- 18e arrondissement :
  - Église Saint-Jean de Montmartre[46]
  - Église Saint-Pierre de Montmartre[47]

- 20e arrondissement :
  - Église Saint-Germain-de-Charonne[48]
  - Église Saint-Jean-Bosco[49]

#### Abbayes, couvents, monastères
- 1er arrondissement :
  - Immeubles de rapport de l'ancien couvent des Feuillants[50]

- 3e arrondissement :
  - Ancienne abbaye Saint-Martin-des-Champs, actuel Conservatoire national des arts et métiers[51]
  - couvent de la Merci[52]

- 4e arrondissement :
  - Ancien monastère des Blancs-Manteaux[53]

- 5e arrondissement :
  - Ancienne abbaye du Val-de-Grâce[54]
  - Ancienne abbaye Sainte-Geneviève, actuel lycée Henri-IV[55]
  - Ancien couvent des Bernardins[56]
  - Ancien couvent des Dames Bénédictines du Saint-Sacrement[57]
  - Couvent des Feuillantines[58]
  - Ancien couvent des Anglaises[59]

- 6e arrondissement :
  - Abbaye de Saint-Germain-des-Prés[60]
  - Palais abbatial de Saint-Germain-des-Prés, ou hôtel de Furstemberg[61]
  - Ancien couvent des Carmes, actuel institut catholique de Paris[62],[63]
  - Ancien couvent des Cordeliers[64]
  - Immeuble de la Congrégation de la Mission des Lazaristes[65]
  - Ancien séminaire de Paris, actuelle annexe du ministère des finances[66]

- 7e arrondissement :
  - Maison des Filles de la Charité[67]
  - Ancien monastère des Récollettes[68]
  - Ancienne abbaye de Penthemont, actuel ministère des anciens combattants[69]
  - Ancien noviciat des Dominicains[70]

- 9e arrondissement :
  - Ancien couvent des Capucines[71]

- 10e arrondissement :
  - Ancien couvent des Récollets[72]

- 11e arrondissement :
  - Ancien couvent des Bénédictines du Bon-Secours[73]
  - Ancien couvent de la Madeleine de Traisnel[74]

- 14e arrondissement :
  - Ancienne abbaye de Port-Royal[75]
  - Couvent Saint-François[76]

#### Chapelles
Les édifices suivants sont des chapelles, ou possèdent une chapelle :
- 1er arrondissement :
  - Sainte-Chapelle[77]

- 3e arrondissement :
  - Vestiges de la chapelle Saint-Julien-des-Enfants-Rouges[78]
  - Maison[79]

- 4e arrondissement :
  - Ancienne chapelle Saint-Aignan[80]

- 5e arrondissement :
  - Ancien collège de Beauvais[81]
  - Ancien collège des Écossais[82]
  - Ancien collège des Lombards[83]
  - Institut national des Jeunes Sourds[84]
  - École normale supérieure[85]
  - Sorbonne[86]

- 6e arrondissement :
  - Chapelle Notre-Dame-des-Anges[87]
  - Collège Stanislas[88]
  - École nationale supérieure des beaux-arts[89]
  - Hôtel de Choiseul-Praslin[90]
  - Palais du Luxembourg[91]
  - Chapelle ukrainienne Saint-Vladimir-le-Grand[92]

- 7e arrondissement :
  - Chapelle de Jésus-Enfant[93]
  - Institut national des jeunes aveugles[94]
  - École militaire[95]
  - Hôtel des Invalides[96]
  - Hôpital Laennec[97]

- 8e arrondissement :
  - Chapelle expiatoire[98]
  - Chapelle Notre-Dame-de-Consolation[99]
  - Fondation nationale des arts graphiques et plastiques[100]

- 10e arrondissement :
  - Hôpital Lariboisière[101]
  - Hôpital Saint-Louis[102]
  - Ancienne prison Saint-Lazare[103]

- 12e arrondissement :
  - Ancienne caserne des Mousquetaires Noirs, dans l'Hôpital des Quinze-Vingts[104]
  - École Saint-Michel-de-Picpus[105]
  - Hospice Saint-Michel[106]
  - Fondation Eugène-Napoléon[107]

- 13e arrondissement :
  - Hôpital de la Salpêtrière[108]
  - Manufacture des Gobelins[109]

- 14e arrondissement :
  - Chapelle Saint-Yves[110]

- 15e arrondissement :
  - Ancien collège de l'Immaculée Conception[111]

- 17e arrondissement :
  - École normale de musique de Paris[112]

#### Cimetières
- 12e arrondissement :
  - Cimetière de Picpus[113]

- 20e arrondissement :
  - Cimetière du Père-Lachaise[114]

### Islam
- 5e arrondissement :
  - Grande Mosquée de Paris[115]

### Judaïsme
- 3e arrondissement :
  - Synagogue Nazareth[116]

- 4e arrondissement :
  - Synagogue de la rue des Tournelles[117]
  - Synagogue de la rue Pavée[118]

- 9e arrondissement :
  - Grande synagogue de Paris[119]

### Orthodoxie
- 8e arrondissement :
  - Cathédrale Saint-Alexandre-Nevsky[120]

- 16e arrondissement :
  - Cathédrale grecque Saint-Étienne de Paris[121]

### Positivisme
- 4e arrondissement :
  - Temple de l'Humanité[122]

### Protestantisme
- 1er arrondissement :
  - Temple réformé de l'Oratoire du Louvre[123]

- 4e arrondissement :
  - Église luthérienne des Billettes[124]
  - Temple réformé du Marais[125]

- 9e arrondissement :
  - Église luthérienne de la Rédemption[126]

- 11e arrondissement :
  - Église luthérienne du Bon-Secours[127]

## Pour approfondir